# Beliov
Beliov é uma cidade da Rússia, o centro administrativo de um raion do Oblast de Tula. A cidade é localizada à margem esquerda do rio Oka, tem uma estação ferroviária.